# Adralesto (patrício)
Adralesto (em grego: Ἀδράλεστος; romaniz.: Adrálestos) foi um nobre bizantino do século IX. Era pai de Anastácia, provavelmente a zoste patrícia mencionada na hagiografia do século X Vida de Basílio, o Jovem, com sua esposa de nome desconhecida, que era aparentada com o imperador Romano I Lecapeno (r. 920–942). Também foi avô do santo Miguel Maleíno e tio do futuro Nicéforo II Focas (r. 363–369). Sabe-se que era patrício e estratego do Tema da Anatólia. Winkelmann sugeriu uma origem eslava à família de Adralesto e aventa que pode ter sido o fundador da família ou que, na verdade, "Adralesto" seja seu nome gentilício.